# Gerichtsbezirk Zell am See

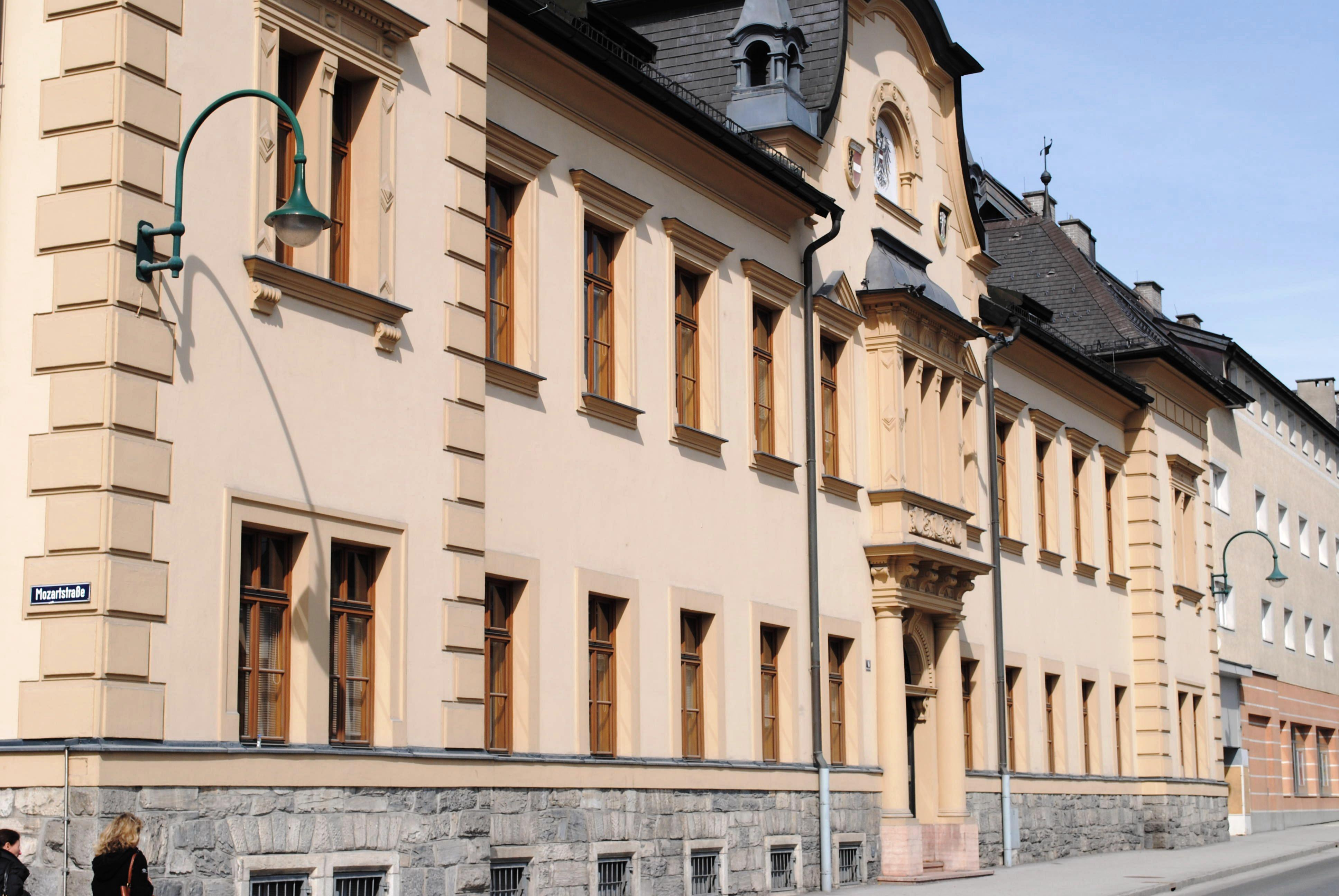
Bezirksgericht Zell am See

Der Gerichtsbezirk Zell am See ist einer von sechs Gerichtsbezirken in Salzburg und umfasst den gesamten politischen Bezirk Zell am See. Der übergeordnete Gerichtshof ist das Landesgericht Salzburg.

## Gerichtsbezirk
Zum Gerichtsbezirk gehören (Einwohner Stand 1. Jänner 2024):

### Städte
- Mittersill (5.763 Ew.[1])
- Saalfelden am Steinernen Meer (17.273)
- Zell am See (10.290)

### Marktgemeinden
- Lofer (2.096)
- Neukirchen am Großvenediger (2.683)
- Taxenbach (2.808)

### Gemeinden
- Bramberg am Wildkogel (4.062)
- Bruck an der Großglocknerstraße (4.951)
- Dienten am Hochkönig (728)
- Fusch an der Großglocknerstraße (749)
- Hollersbach im Pinzgau (1.253)
- Kaprun (3.130)
- Krimml (820)
- Lend (1.291)
- Leogang (3.580)
- Maishofen (3.663)
- Maria Alm am Steinernen Meer (2.270)
- Niedernsill (2.838)
- Piesendorf (3.863)
- Rauris (3.086)
- Saalbach-Hinterglemm (2.911)
- Sankt Martin bei Lofer (1.217)
- Stuhlfelden (1.550)
- Unken (2.027)
- Uttendorf (3.071)
- Viehhofen (602)
- Wald im Pinzgau (1.139)
- Weißbach bei Lofer (417)

## Geschichte
In Zell am See gab es schon vor 1300 ein Landgericht. 1587 wurde die Pflege Kaprun mit dem Landgericht Zell zusammengelegt und von da an war der Pfleger auch Landrichter. 1850 bekam Zell ein eigenes Gericht, das Bezirksgericht.
Am 1. Jänner 2003 wurde der Gerichtsbezirk Taxenbach aufgelöst und die Gemeinden Lend, Rauris und Taxenbach dem Gerichtsbezirk Zell am See zugewiesen. Gleichzeitig wurden die Gemeinden Maishofen, Saalbach-Hinterglemm und Viehofen vom Gerichtsbezirk Zell am See dem Gerichtsbezirk Saalfelden zugewiesen.
Am 1. Jänner 2005 wurde der Gerichtsbezirk Mittersill aufgelöst und die Gemeinden Bramberg am Wildkogel, Hollersbach im Pinzgau, Krimml, Mittersill, Neukirchen am Großvenediger, Niedernsill, Stuhlfelden, Uttendorf und Wald im Pinzgau dem Gerichtsbezirk Zell am See zugewiesen.
Am 1. Juli 2017 wurde der Gerichtsbezirk Saalfelden aufgelassen und alle betroffenen Gemeinden dem Gerichtsbezirk Zell am See zugeteilt.
Damit umfasst dieser nun den gesamten Bezirk Zell am See.